# 1955 (szám)
Az 1955 (római számmal: MCMLV) az 1954 és 1956 között található természetes szám.

## A matematikában
A tízes számrendszerbeli 1955-ös a kettes számrendszerben 11110100011, a nyolcas számrendszerben 3643, a tizenhatos számrendszerben 7A3 alakban írható fel.
Az 1955 páratlan szám, összetett szám, szfenikus szám. Kanonikus alakja 51 · 171 · 231, normálalakban az 1,955 · 103 szorzattal írható fel. Nyolc osztója van a természetes számok halmazán, ezek növekvő sorrendben: 1, 5, 17, 23, 85, 115, 391 és 1955.
Az 1955 harmincnégy szám valódiosztóösszeg-függvényeként áll elő, ezek közül legkisebb az 5853.